# 顾祥兵
顾祥兵（1959年—），江苏启东人。中国人民解放军海军中将。

## 生平
1978年参军。历任海军战士、海军潜艇机电长、部门长、副艇长、艇长、潜艇支队副支队长、北海舰队某潜艇支队支队长。2008年12月，任北海舰队副参谋长。2009年12月，任海军潜艇学院院长。2011年7月，任东海舰队副司令员。2016年1月，任中国人民解放军东部战区副司令员。
2010年7月，晋升海军少将军衔。2017年晋升海军中将军衔。2018年2月24日，当选为第十三届全国人大代表。